# Mamoutou Diarra
Mamoutou Diarra (Parigi, 21 maggio 1980) è un ex cestista e dirigente sportivo francese.

## Carriera
Con la Francia ha disputato i Campionati europei del 2005 e i Campionati mondiali del 2006.

## Palmarès
- Match des Champions: 1

Cholet: 2010